# Бизли, Сэм
Сэм Би́зли (англ. Sam Beazley; 29 марта 1916 — 16 июня 2017) — английский актёр.

## Карьера
Дебютировал в кино в 1988 году, сыграв роль гостя фестиваля в фильме «Мадам Сузацка». В 2007 году Бизли сыграл роль Эверарда в фильме «Гарри Поттер и орден Феникса». В 2007 году он сыграл свою 14-ю и последнюю роль — Уолтера Бейзли в эпизоде «Нет конца вине» телесериала «Несчастный случай».

## Избранная фильмография
| Год  |     | Русское название               | Оригинальное название                     | Роль                     |
| ---- | --- | ------------------------------ | ----------------------------------------- | ------------------------ |
| 1988 | ф   | Мадам Сузацка                  | Madame Sousatzka                          | гость фестиваля          |
| 1995 | мтф | Гордость и предубеждение       | Pride and Prejudice                       | священник                |
| 2000 | с   | Убийства в Мидсомере           | Midsomer Murders                          | Сирил Тофт               |
| 2003 | ф   | Агент Джонни Инглиш            | Johnny English                            | пожилой мужчина          |
| 2004 | ф   | Бриджит Джонс: Грани разумного | Bridget Jones: The Edge of Reason         | очень старый мужчина     |
| 2005 | с   | Маленькая Британия             | Little Britain                            | имя персонажа неизвестно |
| 2007 | ф   | Гарри Поттер и орден Феникса   | Harry Potter and the Order of the Phoenix | Эдвард Эверард           |
| 2007 | с   | Несчастный случай              | Casualty                                  | Уолтер Бейзли            |
| 2007 | с   | Война Фойла                    | Foyle's War                               | Джордж Вудрайдж          |
| 2007 | с   | Питер Кингдом вас не бросит    | Kingdom                                   | мистер Бьюли             |